# Crucifix d'Arezzo (Cimabue)
Le Crucifix d'Arezzo est un  grand crucifix peint  en  tempera et or sur bois, réalisé vers 1265-1268 par Cimabue. Il figure sur le maître-autel de l'église Saint-Dominique   d'Arezzo.

## Histoire
Avant de partir pour Rome, et à la suite d'une commande des Dominicains d'Arezzo, Cimabue jeune réalise un premier grand crucifix destiné à l'autel de l'église Saint-Dominique.
Il ne lui est définitivement attribué qu'en 1927 par Pietro Toesca.

## Description
Le crucifix d'Arezzo offre des innovations radicales dans la représentation du Christ en croix par ce Christ souffrant (Christus dolens). Ces innovations seront reprises par les primitifs italiens qui humanisent, alors, leurs peintures en suivant les nouveaux préceptes des ordres franciscain et dominicain. Cette nouveauté s'écarte radicalement de la manière gothique (du Christus triumphans, triomphant de la mort : par exemple à San Pietro in Villore du XIIe siècle), processus déjà entamé par la manière byzantine (Christus patiens, comme à Pise, vers 1230),
Le Christ se doit d'être alors représenté mort, souffrant sur la croix (et non plus triomphant ou résigné) :
- La tête baissée sur l'épaule,
- les yeux fermés soit absents, énucléés (orbites vides),
- marques de douleur sur le visage,
- la bouche est incurvée vers le bas,
- les plaies sont saignantes (mains, pieds et flanc droit),
- Le corps tordu déhanché, arqué dans un spasme de douleur, subissant son poids terrestre,
- schématisation des muscles et des côtes.

Le crucifix comporte des scènes annexes des extrémités de la croix (tabellone) :
- à gauche : Marie en buste, pleurant,
- à droite : Jean en buste, pleurant,
- en haut sur la cimaise : vide à fond rouge (inscription INRI effacée) ; au-dessus tondo rajouté par un autre artiste.
- en bas (le soppedaneo) : vide sous les pieds séparés et saignants,
- les flancs latéraux du Christ sont décorés de motifs géométriques.

Particularités stylistiques
- le périzonium reste rouge et opulent, brodé d'or (il deviendra diaphane sur son grand crucifix suivant, celui de Santa Croce).